# Morty l'apprendista
Morty l'apprendista (Mort) è il quarto romanzo fantasy comico dello scrittore britannico Terry Pratchett della serie del Mondo Disco e il primo del Ciclo di Morte. 

## Trama
Mortimer, detto Morty, è un ragazzo con la testa tra le nuvole e poco senso pratico. Il padre Lezek lo porta ad una fiera affinché qualche lavorante lo scelga come apprendista. Dopo essere stato scartato per tutta la giornata, verso mezzanotte Morty viene finalmente scelto come assistente. Il suo datore di lavoro è Morte, che accoglie Morty a vivere nella propria dimora assieme a sé ed alla propria figlia adottiva Ysabell.
La vita nella strana dimensione in cui Morte abita scorre tranquillamente, se non fosse che il tristo mietitore continua ad ammiccare curiosamente al fatto che tutto ciò che possiede un giorno apparterrà alla sua figlioletta adottiva Ysabell.
Le allusioni sono accompagnate da maliziosi occhiolini - per quanto possa occhieggiare uno scheletro senza palpebre - e allegre sgomitate, ma Morty continua a non cogliere. Presto viene il momento di seguire le orme del maestro: Morty dovrà tagliare il legame tra corpo e anima di un'anziana strega, di un monaco col vizio di reincarnarsi continuamente, e di un'avvenente principessa quindicenne già incontrata durante un giro dimostrativo culminato con la morte del padre regnante.
Peccato che, con quest'ultima, Morty sbagli il colpo e uccida involontariamente l'assassino che avrebbe consegnato il trono nelle mani del malvagio zio della ragazza. E peccato che il regno del malvagio zio sarebbe stato seguito da anni di abbondanza e prosperità.
Peccato, inoltre, che il Mondo non abbia accettato la non-morte di Keli, che si ritroverà ignorata da tutti. Peccato, soprattutto, che il paradosso rischi di degenerare in catastrofe, e Morty, dal momento che il maestro ha deciso di prendersi una vacanza, dovrà risolvere il pasticcio da solo.
Morte intanto inizia a prendere del tempo per sé, trascorrendo del tempo tra gli uomini e cercando di capirne le abitudini. Poco per volta Morty inizia a diventare simile a Morte, mentre Morte sviluppa alcuni caratteri umani.
La situazione si risolve con uno scontro tra Morty e Morte, nel quale Morte ripristina la realtà salvando la principessa e graziando Morty, che finisce con lo sposare Ysabell.

## Adattamenti
Robin Brooks ha scritto un adattamento radiofonico del romanzo per la BBC Radio Four, trasmesso la prima volta nel 2004.
Un musical in tedesco è stato presentato nel 2007 ad Amburgo, e un musical in inglese è uscito nel 2007 a Guilford nel Surrey.

## Edizione italiana
Uscito nel 1987, il libro è stato tradotto in italiano da Antonella Pieretti ed è stato pubblicato per la prima volta nel 1992 con il titolo "Mort l'apprendista" all'interno della trilogia Il mondo del Disco, edita da Arnoldo Mondadori Editore sulla collana Biblioteca di Fantasy. Nel 2002 è stato pubblicato da TEA (editore) sulla collana Teadue. 
Nella prima traduzione italiana, rispettando le traduzioni dei precedenti romanzi del ciclo, si cambiava erroneamente genere al personaggio maschile di Morte, che diventa la madre di Ysabell, ma nella successiva edizione Morte è stata declinata al maschile.

## Edizioni
- Terry Pratchett, Morty l'apprendista, traduzione di Alessandro Zabini, collana Teadue 964, TEA, 2009,  p. 249, ISBN 978-88-502-1233-0.
- Terry Pratchett, Morty l'apprendista, traduzione di Antonella Pieretti, collana Teadue 964, TEA, 2002,  p. 210, ISBN 88-7818-696-1.
- Terry Pratchett, Mort l'apprendista, collana Biblioteca di Fantasy 16, Arnoldo Mondadori Editore, 1992, ISBN 88-04-36520-X.